# Fajã do Pedregalo
Exótica esta fajã que fica ao lado da fajã de Fernando Afonso, nos Rosais, concelho de Velas e costa Norte da ilha de São Jorge. Também é conhecida por fajã do Pedregal.
Nunca foi habitada, pelo menos em datas recentes, mas as suas hortas - Horta (agricultura) (conhecidas em toda a ilha e nome comum também em todas as fajãs chamam-se Belgas ou Velgas) eram todas cultivadas de inhame e batata e outros artigos necessários para a vivência do camponês. E também porque esses mesmos produtos não se davam fora da rocha devido ao clima. As pessoas desciam à fajã para o amanho das terras e, ocasionalmente, para a pesca, subindo e descendo a rocha que está entre as mais altas da ilha de São Jorge.